# Дарбанд (Рудбар)
Дарбанд (перс. دربند) — село в Ірані, у дегестані Джіранде, у бахші Амарлу, шагрестані Рудбар остану Ґілян. У переписі 2006 року вказане як окремий населений пункт, але без відомостей про чисельність населення.

## Клімат
Середня річна температура становить 17,12 °C, середня максимальна – 33,98 °C, а середня мінімальна – -2,20 °C. Середня річна кількість опадів – 536 мм.
| Клімат поселення                              | Клімат поселення | Клімат поселення | Клімат поселення | Клімат поселення | Клімат поселення | Клімат поселення | Клімат поселення | Клімат поселення | Клімат поселення | Клімат поселення | Клімат поселення | Клімат поселення | Клімат поселення |
| Показник                                      | Січ.             | Лют.             | Бер.             | Квіт.            | Трав.            | Черв.            | Лип.             | Серп.            | Вер.             | Жовт.            | Лист.            | Груд.            |                  |
| Середній максимум, °C                         | 15,32            | 14,28            | 18,12            | 24,47            | 29,24            | 33,98            | 33,72            | 32,67            | 28,71            | 23,46            | 17,71            | 13,29            |                  |
| Середня температура, °C                       | 7,07             | 6,04             | 9,89             | 16,23            | 20,98            | 25,74            | 28,70            | 27,65            | 23,70            | 18,44            | 12,69            | 8,28             |                  |
| Середній мінімум, °C                          | −1,17            | −2,2             | 1,63             | 8,00             | 12,75            | 17,50            | 23,69            | 22,66            | 18,68            | 13,43            | 7,68             | 3,26             |                  |
| Норма опадів, мм                              | 55               | 49               | 68               | 53               | 28               | 12               | 13               | 17               | 28               | 55               | 71               | 87               |                  |
| Середньомісячна швидкість вітру, м/с          | 1.90             | 2.37             | 2.92             | 3.06             | 2.97             | 3.00             | 3.20             | 2.93             | 2.50             | 2.39             | 1.80             | 1.82             |                  |
| Середньомісячна сонячна радіація, кДж/м²·день | 7650             | 9951             | 12169            | 16476            | 20869            | 24079            | 24520            | 21492            | 17777            | 12386            | 9303             | 7367             |                  |
| --------------------------------------------- | ---------------- | ---------------- | ---------------- | ---------------- | ---------------- | ---------------- | ---------------- | ---------------- | ---------------- | ---------------- | ---------------- | ---------------- | ---------------- |
| Джерело:                                      |                  |                  |                  |                  |                  |                  |                  |                  |                  |                  |                  |                  |                  |